# Combat Action Badge

Combat Action Badge

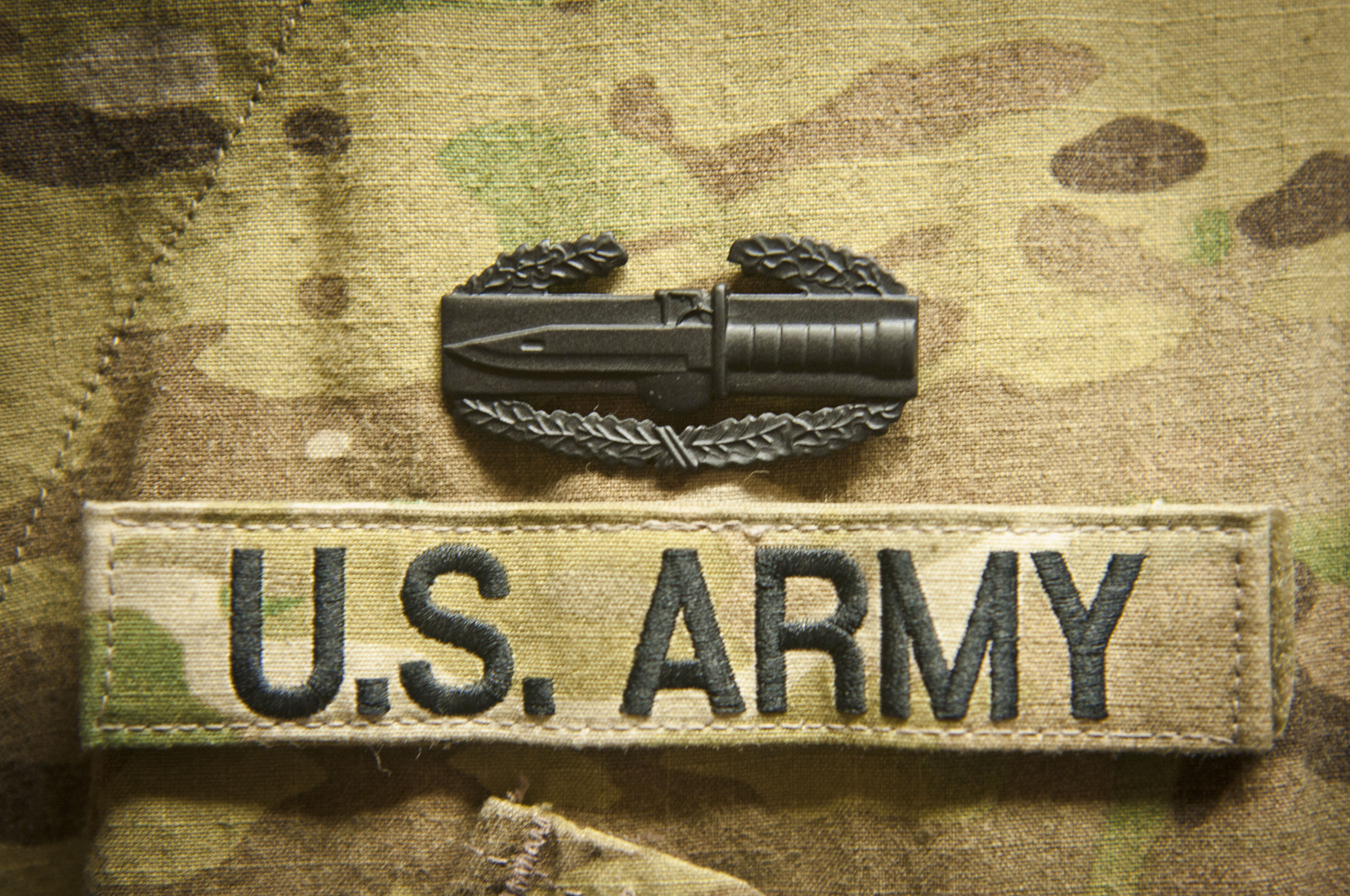
Das Combat Action Badge an Uniform

Das Combat Action Badge ist eine Auszeichnung der United States Army, die am 2. Mai 2005 vom Chief of Staff of the Army Peter J. Schoomaker eingeführt wurde. Sie wird an Soldaten der U.S. Army jeden Ranges verliehen, die nicht der Infanterie, den Spezialkräften oder dem Sanitätsdienst angehören, wenn sie zu irgendeinem Zeitpunkt nach dem 18. September 2001 aktiv am Kampf gegen einen Feind teilgenommen haben oder von ihm angegriffen wurden und ihre Aufgaben in Übereinstimmung mit den vorgeschriebenen Einsatzregeln zufriedenstellend erfüllt haben.

## Kriterien
Das Combat Action Badge soll Ergänzung zum Combat Infantryman Badge und zum Combat Medical Badge sein, die an Infanteristen bzw. Mitglieder des Armee Medical Department verliehen werden. Das Combat Action Badge kann jedem Soldaten verliehen werden, der nach dem 18. September 2001 nicht einer Einheit zugeteilt oder angegliedert war, die ihn für das Combat Infantryman Badge oder das Combat Medical Badge qualifizieren würde. Der Soldat muss sich unter feindlichem Beschuss befunden haben im Zusammenhang mit dem Kampfauftrag des Truppenteils. Der Soldat muss eine offensive oder defensive Handlung ausführen, während er an Kampfhandlungen teilnimmt, den Feind bekämpft oder von ihm bekämpft wird. Das Combat Action Badge kann Soldaten jedem Truppengattungszweig verliehen werden. Auch Infanteristen können ausgezeichnet werden sofern nicht die Kriterien des Combat Infantryman Badge greifen. Neben Soldaten der U.S. Army kann das Combat Action Badge auch Soldaten anderer US-Streitkräfte wie US Navy und ausländischen Militärangehörigen verliehen werden, die einer Einheit der U.S. Army zugeteilt waren, sofern sie die oben genannten Kriterien erfüllen.
Das Combat Action Badge ist insofern einzigartig, als es im Gegensatz zum Combat Infantryman Badge und zum Combat Medical Badge an Soldaten aller Dienstgrade verliehen werden kann, während die genannten Badges nur bis zum Rang Oberst verliehen werden dürfen. Die Auszeichnung wird auf der linken Seite einer Jacke, eines Hemdes oder einer Bluse getragen.
Soldaten der US Air Force erhalten die Combat Action Medal für Teilnahme am Kämpfen. Soldaten der US Navy, der US Coast Guard und des US Marine Corp erhalten das Combat Action Ribbon (CAR). Sanitätssoldaten werden für Kampfeinsätze mit dem Combat Medical Badge ausgezeichnet.

## Mögliche Anzahl der Auszeichnungen
Die Auszeichnung darf nur einmal pro festgelegtem Qualifikationszeitraum vergeben werden. Es gibt bisher die Auszeichnung in Versionen bis zur vierten Auszeichnung. Bisher ist eine Auszeichnung nur den Global War on Terrorism genehmigt. Daher kann einem Soldaten derzeit nur ein Combat Action Badge verliehen werden. 

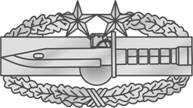
Ausführung bei dritter Auszeichnung